# Kanonicy regularni Świętego Krzyża z Mortary
Kanonicy regularni Świętego Krzyża z Mortary (wł. Canonici Regolari di Santa Croce di Mortara) - dawna kongregacja kanoników regularnych św. Augustyna, istniejąca we Włoszech od końca XI wieku do połowy XV wieku. Jej głównym ośrodkiem była początkowo prepozytura św. Krzyża w miejscowości Mortara, a później (od ok. 1221) prepozytura S. Pietro in Ciel d'Oro w Pawii. W połowie XV wieku została połączona z Kongregacją Kanoników Regularnych Laterańskich.

## Historia
Początki wspólnoty kanoników w miejscowości Mortara koło Pawii sięgają roku 1080, gdy bogaty kleryk Adam z Mortary ufundował tu klasztor pod wezwaniem św. Krzyża. Celem tej fundacji była opieka nad pielgrzymami podążającymi z Italii do Santiago de Compostela. Początkowo w klasztorze zamieszkiwali mnisi cysterscy, ale już ok. 1083 zastąpili ich kanonicy regularni. Ich pierwszym prepozytem został Gandolfo da Garlasco, który uzyskał dla nowej wspólnoty przywileje protekcyjne od papieży Grzegorza VII i Urbana II. Ten drugi papież w 1096 odwiedził Mortarę i konsekrował ołtarz główny w kościele św. Krzyża.
Nowa wspólnota musiała dość szybko zyskać duży prestiż w północnej Italii, gdyż drugi z kolei prepozyt z Mortary, Airaldus, został w 1097 obrany biskupem Genui, a w 1118 kolejny prepozyt Bernard (zm. 1130), został biskupem Pawii. Będąc jeszcze prepozytem, Bernard uzyskał kolejny przywilej dla wspólnoty od papieża Paschalisa II (w 1115). Z bulli protekcyjnej Paschalisa II wynika, że wspólnota św. Krzyża w Mortarze była już wówczas ośrodkiem prężnej kongregacji grupującej kilka domów kanonickich. Kolejne przywileje kanonicy z Mortary uzyskali od Innocentego II (1134), Lucjusza II (1144), Eugeniusza III (1145), Aleksandra III (1168) i Urbana III (1187). 
Ze wspólnoty św. Krzyża w Mortarze wywodzili się m.in. św. Waryn (zm. 1158), kardynał biskup Palestriny od 1144, oraz św. Albert Avogadro (zm. 1214), biskup Bobbio i Vercelli oraz patriarcha Jerozolimy i autor reguły zakonu karmelitów.
Około 1221 kanonikom z Mortary nadany został dawny klasztor benedyktyński S. Pietro in Ciel d'Oro w Pawii, a kierownictwo nad nim przejął bezpośrednio prepozyt Mortary. W latach 1228–1229 papież Grzegorz IX, mimo protestów kanoników z Mortary, przeniósł główną siedzibę kongregacji do S. Pietro in Ciel d'Oro, wskazując na kryzys we wspólnocie w Mortarze, grożący rozłamem w kongregacji. W 1237 uregulowane zostały wybory opata S. Pietro i prepozyta Mortary, a rok później prepozytura w Mortarze odzyskała nominalny tytuł caput congregationis, jednak bez odbierania rzeczywistych prerogatyw przełożonemu z S. Pietro w Pawii.
Reformy Grzegorza IX przyniosły wewnętrzną stabilizację kongregacji, jednak konkurencja ze strony nowych zakonów żebraczych (dominikanie, franciszkanie) spowodowała zmniejszenie jej popularności, a w konsekwencji spadek liczebny. Mimo to, Kongregacja św. Krzyża pozostała jedną z nielicznych wspólnot kanonickich, które mimo oznak kryzysu zachowały pewną żywotność jeszcze w stuleciu XIV. W 1333 kanonicy regularni z Pawii założyli nową wspólnotę w Roudnicy w Czechach, a w 1402 zawiązali nową wspólnotę we Fregionaia koło Lukki, która stała się zaczątkiem nowej, prężnej kongregacji (zatwierdzonej w 1408, od 1446 zwana Kongregacją Kanoników Regularnych Laterańskich). 
W XV wieku Kongregacja św. Krzyża z Mortary pogrążała się coraz bardziej w kryzysie wewnętrznym, potęgowanym przez powszechną praktykę nadawania opactw i prepozytur in commendam. Ostatni przełożony kongregacji, Raffaele Salviati, podjął w 1448 próbę zreformowania wspólnoty. Zakończyła się ona całkowitym fiaskiem. W rezultacie już w 1449 za zgodą papieża Mikołaja V całą Kongregację św. Krzyża przyłączono do Kongregacji Laterańskiej.

## Domy kongregacji
- S. Croce w Mortara koło Pawii
- S. Maria w Carpenzago (archidiecezja mediolańska)
- S. Marcello w Pawii
- S. Vittore w Pawii
- S. Maria  w Carbonaria (diecezja Pawii)
- S. Cassiano w Mortara koło Pawii
- S. Pietro w Cantiano
- S. Maria w Castro
- S. Andrea koło Pawii
- S. Andrea koło Cefalu
- S. Giacomo de Strata koło Novary
- S. Maria de Aggere koło Novary
- S. Stefano de Bornago
- S. Andrea w Olengo (diecezja Novary)
- S. Graziano w Vercelli
- S. Maria di Bianchetti (diecezja Vercelli)
- S. Agata (diecezja Tortony)
- S. Lorenzo w Ivrei
- S. Andrea w Braida koło Asti
- S. Andrea w Chieri
- S. Pietro w Albi
- S. Maria Nuova w Asti
- S. Maria w Asti
- S. Giovanni w Acqui
- SS. Trinita w Castellazzo Bormida (diecezja Alessandrii)
- S. Matteo w Tortonie
- S. Giovanni w Tronciano (diecezja Tortony)
- S. Maria in Vezzulla
- S. Teodoro w Fasiolo
- S. Maria w Albario koło Genui
- S. Giovanni w Pavarano koło Genui
- S. Maria w Priano (archidiecezja Genui)
- S. Maria w Cassinello koło Priano
- S. Pietro di Prato w Genui
- S. Maria della Vigna w Genui
- S. Maria w Granarolo koło Genui
- S. Giovanni de Borbonino w Genui
- S. Matteo w Piacenzy
- S. Michele koło Parmy
- S. Maria di Castello w Alessandrii
- S. Bartolomeo w Alessandrii
- S. Pietro in Ciel d'Oro